# Nikolai Michailowitsch Skomorochow

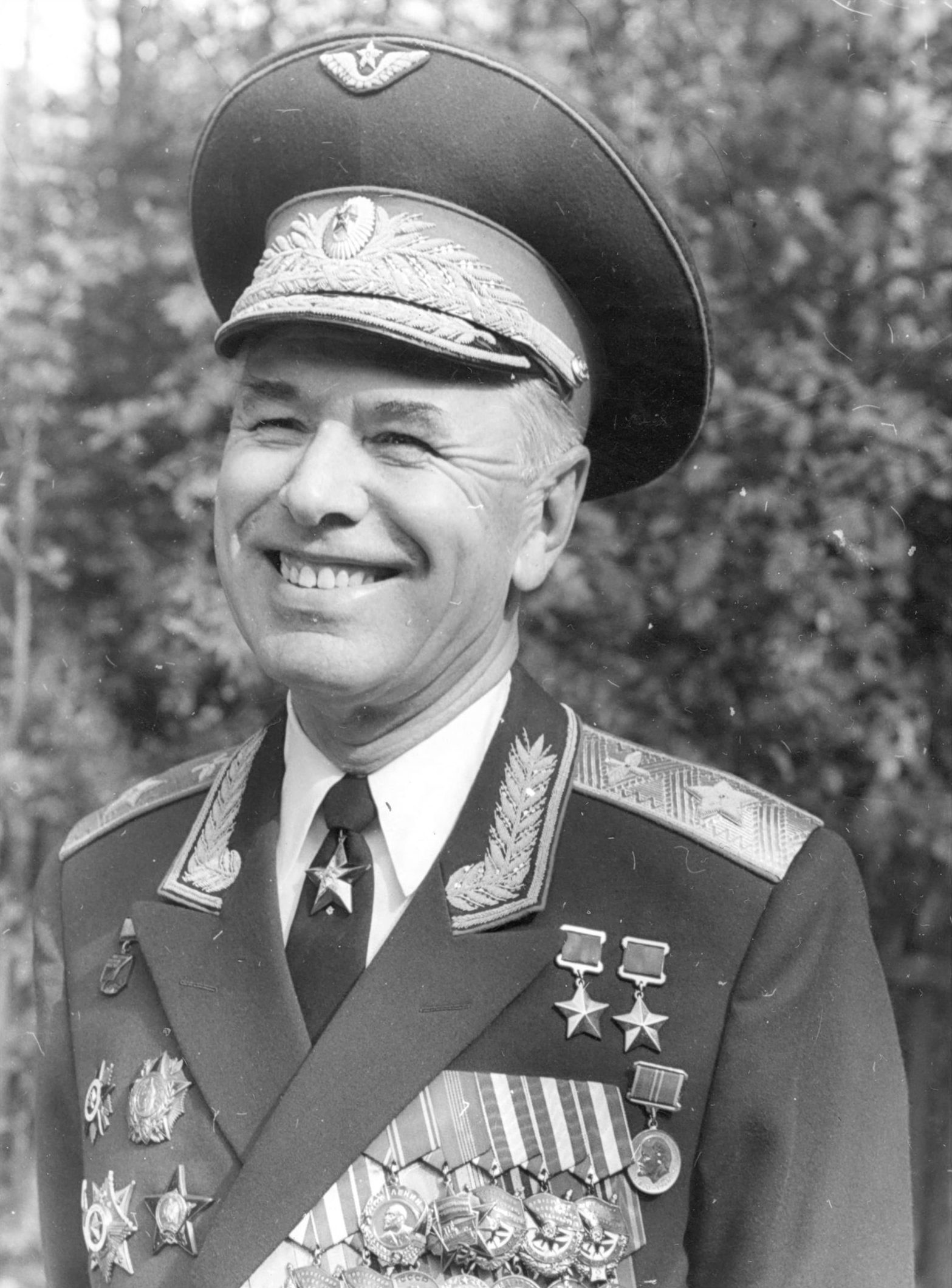
Nikolai Skomorochow

Nikolai Michailowitsch Skomorochow (russisch Николай Михайлович Скоморохов; * 6. Maijul. / 19. Mai 1920greg. in Lapot (heute Belogorskoje, Oblast Saratow); † 14. Oktober 1994 in Moskau) war ein sowjetischer Jagdflieger.

## Leben
Nikolai Skomorochow wuchs in Astrachan auf. 1940 wurde er Komsomolze und begann als Mitglied eines Aeroklubs die fliegerische Grundausbildung. Im Herbst des gleichen Jahres wurde er in die Rote Armee eingezogen. 1942 absolvierte er die Fliegerschule in Bataisk und wurde im November als Jagdflieger in den Südabschnitt der deutsch-sowjetischen Front versetzt, wo er eine La-5 flog. Skomorochow konnte in der ersten Zeit noch keine Erfolge verbuchen. Sein erster Abschuss eines deutschen Flugzeuges, eine Fw 190, erfolgte über ein halbes Jahr später am 14. Juni 1943 bei Tuapse. In der folgenden Zeit stiegen seine Abschusszahlen in die Höhe. Bei Kriegsende hatte Skomorochow 605 Gefechtsflüge absolviert, dabei kam es zu 143 Luftkämpfen, in denen er 46 Flugzeuge abschoss, acht weitere wurden ihm als Gruppensiege zuerkannt. Damit zählt er zu den erfolgreichsten alliierten Jagdpiloten des Zweiten Weltkrieges. Skomorochow diente im 31. IAP (Jagdfliegerregiment) und stieg bis Kriegsende vom einfachen Flieger bis zum Staffelführer im Range eines Hauptmanns auf. Sein Regiment war an den Kämpfen in der Ukraine, in Moldawien, Rumänien und Ungarn beteiligt. Einer seiner größten Erfolge war der Abschuss zweier Bomber sowie eines Jagdflugzeuges während eines Einsatzes bei Tata in Ungarn. Ebenfalls drei Flugzeuge zerstörte er bei einem Luftkampf kurz vor Kriegsende, wobei seine aus sechs Maschinen bestehende Formation insgesamt acht Flugzeuge abschoss.
Skomorochow wurde am 28. Februar 1945 erstmals als Held der Sowjetunion ausgezeichnet, ein zweitesmal erhielt er den Titel als Major und Staffelführer im 31. IAP am 18. August 1945.
Nach dem Krieg setzte er seine militärische Karriere fort und stieg zum Regiments- und Divisionskommandeur auf. 1949 schloss er ein Studium an der Frunse-Militärakademie ab. 1958 beendete er die Militärakademie des Generalstabes. 1971 wurde er Verdienter Militärflieger der UdSSR. Im August 1973 wurde er zum Kommandeur der Militärakademie der Luftstreitkräfte ernannt. 1981 schließlich erhielt Skomorochow den Titel Marschall der Flieger.
Im Laufe seiner Karriere war er mehrfach Deputierter des Obersten Sowjet. Er erhielt den Leninorden, fünfmal den Rotbannerorden und ist Autor zweier Bücher. Nikolai Skomorochow kam bei einem Autounfall in Moskau ums Leben. Sein Grab befindet sich auf dem Nowodewitschi-Friedhof. 